# Pseudomesystoechus
Pseudomesystoechus är ett släkte av skalbaggar. Pseudomesystoechus ingår i familjen Rutelidae.
Kladogram enligt Catalogue of Life:
| Pseudomesystoechus | \| \| Pseudomesystoechus deserticola \| \| \| \| \| \| Pseudomesystoechus monticola \| \| \| \| |
|                    | \| \| Pseudomesystoechus deserticola \| \| \| \| \| \| Pseudomesystoechus monticola \| \| \| \| |
|                    | Pseudomesystoechus deserticola                                                                  |
|                    |                                                                                                 |
|                    | Pseudomesystoechus monticola                                                                    |
|                    |                                                                                                 |